# Bronce de Luzaga
El Bronce de Luzaga [K.6.1] es una pequeña placa de bronce de 16 x 15 cm que contiene un texto en lengua y escritura celtibérica. La variante del signario usado es la variante occidental, donde se detecta el uso del sistema dual que permite diferenciar las oclusivas dentales y velares sordas de las sonoras. El texto está realizado con la técnica del punteado y se distribuye en ocho líneas que contienen 123 signos. La placa presenta siete orificios distribuidos de forma regular y presenta más de un tercio de la superficie exenta de escritura.
El bronce de Luzaga fue descubierto a finales del XIX en las ruinas que rodean la zona norte del casco urbano de Luzaga (Guadalajara), y hoy día está en paradero desconocido, aunque se supone que permanece en una colección privada en Soria. 
A pesar de que la lengua celtibérica pertenece al grupo de lenguas célticas de la familia indoeuropea no hay consenso entre los investigadores sobre la traducción completa del texto, no obstante la mayoría de versiones coinciden en aceptar que contiene un tratado de hospitalidad entre varias ciudades de la zona, Lutia entre ellas. 

## Transcripción
aregoratikubos : karuo : genei
gortika : lutiakei : aukis : barazioka
erna : uela : tigerzetaz : so
ueizui : belaiokumkue
genis : garikokue : genis
sdam : gortikam : elazunom
karuo : tegez : sa : gortika
teiuoreikis
(Jordán 2004)